# Resolució 673 del Consell de Seguretat de les Nacions Unides
La Resolució 673 del Consell de Seguretat de les Nacions Unides, adoptada per unanimitat el 24 d'octubre de 1990 després de reafirmar la Resolució 672 (1990), el Consell va lamentar la negativa d'Israel a rebre la missió del Secretari General de les Nacions Unides a la regió.
Els membres de la missió, autoritzats sota la Resolució 672 (1990) a visitar la regió del Mont del Temple, se'ls va impedir de visitar l'àrea després que Israel va dir que era una interferència en els assumptes interns. El Secretari General Javier Pérez de Cuéllar més tard va decidir publicar el seu informe sense enviar la missió, que va ser revisada a la Resolució 681.
El Consell va instar Israel a reconsiderar la seva decisió i permetre que la missió visités l'àrea de les revoltes al Mont del Temple de 1990, que van causar pèrdua de vides i danys a la propietat.
La resolució 673 va ser presentada a la reunió per part de Colòmbia, Cuba, Malàisia i Iemen, que consistia en un debat acalorat i que Sudan, recolzat per diversos països no alineats, va exigir mesures fortes contra Israel, inclòs el Capítol VII de la Carta de les Nacions Unides. Israel va rebutjar-ho, argumentant que la Resolució 272 (1967) i la situació relativa als palestins no era comparable a la de la invasió de Kuwait per part d'Iraq.